# Bezejów
Bezejów (ukr. Безеїв) – dawna wieś, obecnie na terenie Ukrainy, rejonu czerwonogrodzkiego obwodu lwowskiego. Leżała między Cebłowem, Żużlą a Żabczem Murowanym.
W II Rzeczypospolitej do 1934 samodzielna gmina jednostkowa. Następnie należała do zbiorowej wiejskiej gminy Bełz w powiecie sokalskim w woj. lwowskim.
W 1944 nacjonaliści ukraińscy z OUN–UPA zamordowali tutaj 7 Polaków.
Po wojnie wieś weszła w skład powiatu hrubieszowskigo w woj. lubelskim. W dniach 10-11 maja 1946 r. większość Ukraińców zamieszkujących teren Zakerzonia została przymusowo wysiedlona do ZSRR, Bezejów znalazł się wśród całkowicie zniszczonych wsi i został spalony przez władze polskie w maju 1946 r., a mieszkańców wysiedlono do obwodu tarnopolskiego. W 1951 roku obszar ten wraz z większą częścią gminy Bełz (którą równocześnie przekształcono w gminę Chłopiatyn) została przyłączona do Związku Radzieckiego w ramach umowy o zamianie granic z 1951 roku.